# Gonomyia brachyglossa
Gonomyia brachyglossa là một loài ruồi trong họ Limoniidae. Chúng phân bố ở miền Australasia.